# 43501 Oldroyd
43501 Oldroyd è un asteroide della fascia principale. Scoperto nel 2001, presenta un'orbita caratterizzata da un semiasse maggiore pari a 2,465452 UA e da un'eccentricità di 0,148542, inclinata di 3,674592° rispetto all'eclittica. Ha un diametro di 2,088 km.